# Montiglio Monferrato
Montiglio Monferrato (piemontiul: Montij Monfrà) település Olaszországban, Piemont régióban, Asti megyében. Lakosainak száma 1496 fő (2023. január 1.). Montiglio Monferrato Cunico, Piovà Massaia, Montechiaro d'Asti, Villa San Secondo, Cocconato, Tonco, Villadeati, Murisengo és Robella községekkel határos.

## Népesség
A település lakossága az elmúlt években az alábbi módon változott:
| Lakosok száma | 1661 | 1625 | 1516 | 1496 |
|               | 2017 | 2018 | 2022 | 2023 |